# نوبوهارو كاماناكا
نوبوهارو كاماناكا (باليابانية: Nobuharu Kamanaka، بالروماجي: 鎌仲 史陽) هو كاتب سيناريو ومخرج ياباني. شارك بالعديد من الأعمال منها موبيوس الصامت والتجميد. وهو المخرج الحالي لأنيمي المحقق كونان مع ياسويشيرو ياماموتو.

## روابط خارجية
- نوبوهارو كاماناكا على موقع IMDb (الإنجليزية)
- نوبوهارو كاماناكا على موقع قاعدة بيانات الفيلم (الإنجليزية)